# 古典ハイゼンベルク模型
古典ハイゼンベルク模型（こてんハイゼンベルクもけい、英: classical Heisenberg model, 古典ハイゼンベルクモデル）とは、統計力学に登場するモデル（模型）の一つで、強磁性やその他の現象を説明するために用いられる。n ベクトル模型の n = 3 の場合に相当する。

## 定義
このモデルは次のように定式化される。d 次元の格子を用意し、単位長を持つ3成分スピンベクトル
{\displaystyle {\vec {s}}_{i}\in \mathbb {R} ^{3},|{\vec {s}}_{i}|=1\quad (1)}
を各格子点に一つずつ配置する。
この系のハミルトニアンは次のように定義される。
{\displaystyle {\mathcal {H}}=-\sum _{i,j}{\mathcal {J}}_{ij}{\vec {s}}_{i}\cdot {\vec {s}}_{j}\quad (2)}
ここで係数
{\displaystyle {\mathcal {J}}_{ij}={\begin{cases}J&{\text{if }}i,j{\text{ are neighbors}}\\0&{\text{else}}\end{cases}}}
はスピン間の結合係数である。i 番目と j 番目のスピンが隣接していれば J, そうでなければ 0 の値をとる。

## 性質
ハイゼンベルク模型を記述・解明するための一般的な数学的表現や一般化については、ポッツ模型にて解説する。注記すると、連続極限 (continuum limit) において (2) 式は次の運動方程式を与える。
{\displaystyle {\vec {S}}_{t}={\vec {S}}\wedge {\vec {S}}_{xx}.\quad (3)}
この方程式は連続古典ハイゼンベルク強磁性体方程式 (continuous classical Heisenberg ferromagnet equation) あるいは短くハイゼンベルク模型と呼ばれており、ソリトンにおいて可積分である。ランダウ＝リフシッツ方程式や石森方程式などのように、いくつかの可積分あるいは非可積分な一般化が可能である。

### 1次元
- 長距離相互作用 {\displaystyle J_{x,y}\sim |x-y|^{-\alpha }} の場合、{\displaystyle \alpha >1} であれば、熱力学極限は well defined である。α ≥ 2 であれば、磁性は 0 のままである。しかし、1 < α < 2（赤外境界）であれば、充分低い温度で磁性は正となる。

- 短距離相互作用の場合、外場が 0 であれば、自由境界を持つ最近接相互作用のn-ベクトルモデル(n-vector model)の一種であり、単純な厳密解が存在する。

### 2次元
- 長距離相互作用 {\displaystyle J_{x,y}\sim |x-y|^{-\alpha }} の場合、α > 2 であれば、熱力学極限は well defined である。α ≥ 4 であれば、磁性は 0 のままである。しかし、2 < α < 4（赤外境界）であれば、十分低い温度で磁性は正となる。

- ポリヤコフは、古典XYモデルの反対として、任意の {\displaystyle T>0} に対し双極相（英語版）(dipole phase)は存在しないと予想した。つまり、温度が零でないとき、相関函数は指数函数的に密集する[1]。

### 3次元とそれ以上の次元
相互作用のレンジとは独立に、十分低い温度で、磁性は正となる。
低温の臨界状態では、相関函数が切り取られて、代数的になることが予想されている。